# Waltershausen
Waltershausen – miasto w Niemczech, w kraju związkowym Turyngia, w powiecie Gotha. W 1984 roku miasto miało 14 288 mieszkańców, a w 2014 roku liczyło już 13 038 mieszkańców. Do 3 października 1990 roku miasto leżało w granicach NRD.

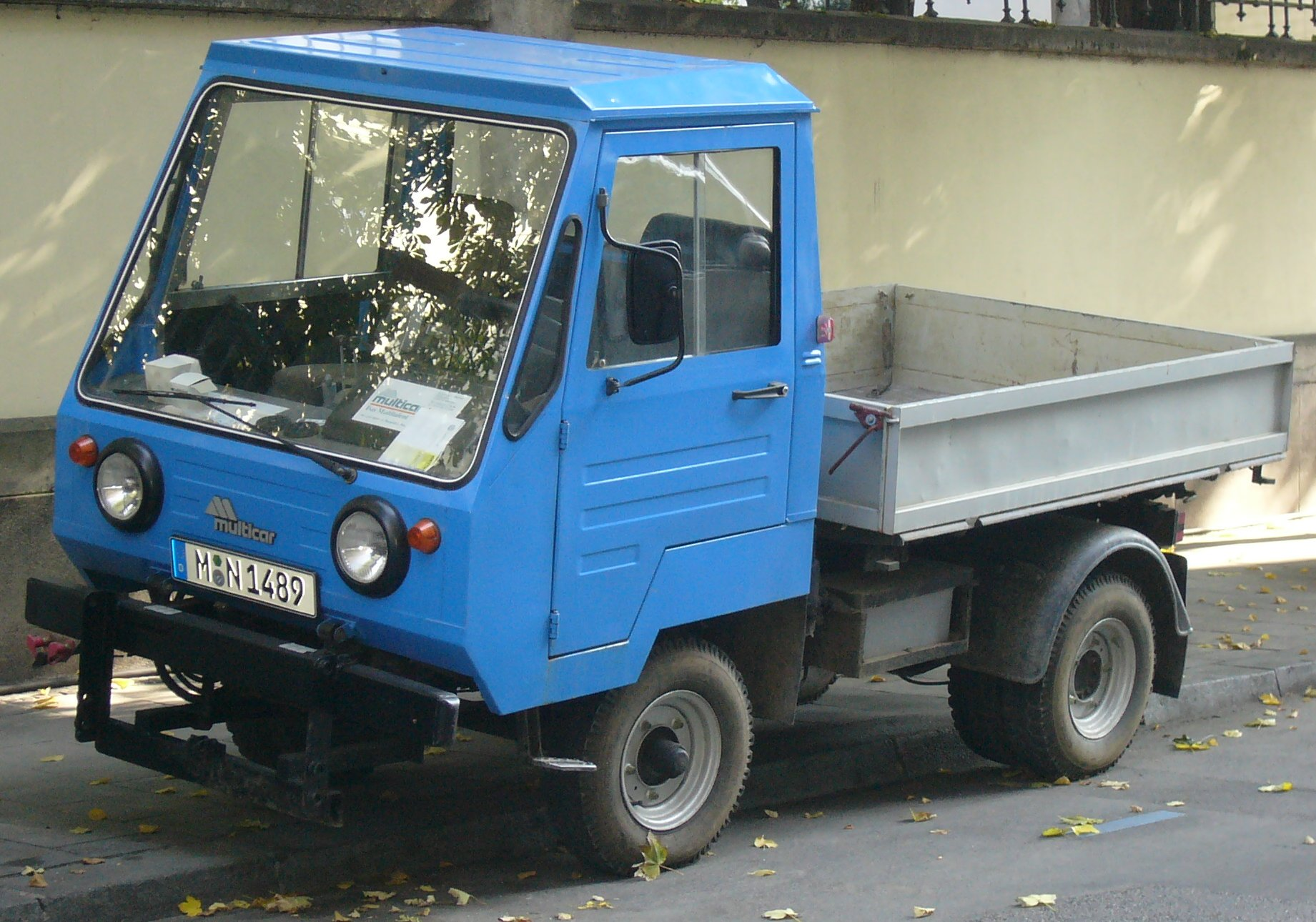
Multicar M 25

W mieście znajduje się fabryka mikrosamochodów ciężarowych i komunalnych Multicar.
31 grudnia 2013 roku do miasta przyłączono gminę Emsetal, która stała się automatycznie jego dzielnicą.

## Współpraca
Miejscowości partnerskie:
- Bruay-sur-l’Escaut, Francja
- Budapeszt, Węgry
- Hanau, Hesja
- Korbach, Hesja
- Wolbrom, Polska